# Ministero del commercio internazionale
Il Ministero del commercio internazionale era un dicastero del Governo italiano col compito di promuovere l'internazionalizzazione delle imprese italiane e il relativo commercio. Il dicastero viene accorpato nel 2008 dal governo Berlusconi IV nel Ministero dello sviluppo economico.

## Storia
L'antesignano del Ministero del commercio internazionale è stato il Ministero del commercio con l'estero, istituito per scorporo dal Ministero dell'industria ed il commercio il 9 gennaio 1946 con il Governo De Gasperi I. Con la riforma Bassanini di cui al D. Lgs. n. 300/1999 venne accorpato all'istituendo Ministero delle attività produttive, effettivamente operante dal 2001 col Governo Berlusconi II. Col Governo Prodi II, il 17 maggio 2006, viene pertanto istituito il Ministero del commercio internazionale, scorporandolo dal predetto dicastero delle attività produttive. Ritorna, pertanto nella configurazione che aveva quale Ministero del commercio con l'estero. Da notare che durante l'accorpamento presso il dicastero delle attività produttive venne comunque nominato un viceministro del commercio con l'estero. Due anni dopo, a decorrere del Governo Berlusconi IV, il dicastero del Commercio Internazionale viene accorpato al Ministero dello sviluppo economico, nome col quale era stato modificato il predetto Ministero delle attività produttive.

## Organizzazione
Il dicastero era strutturato in uffici di diretta collaborazione del ministro e uffici propri del ministero. Questa l'ultima organizzazione prima dell'accorpamento del 2008.
Erano uffici di staff del ministro:
- Segreteria particolare del ministro;
- Servizio di controllo interno;
- Ufficio di gabinetto.

Erano uffici propri del Ministero del Commercio Internazionale le seguenti tre Direzioni Generali (DG):
- la DG per le politiche di internazionalizzazione, strutturata in 4 Divisioni.
- la DG per la politica commerciale, strutturata in 8 Divisioni.
- la DG per la promozione degli Scambi, strutturata in 7 Divisioni.

## Funzioni
Il Ministero sovraintendeva alle attività di sostegno delle politiche di internazionalizzazione delle imprese, alle attività nelle materie di competenza del CIPE per il coordinazione e l'indirizzo della politiche commerciali estere dell'Italia; era competente per l'elaborazione di strategie circa l'utilizzo dei fondi strutturali per l'internazionalizzazione delle imprese. Inoltre, curava le linee guida delle attività connesse al far conoscere la capacità produttiva e le produzioni nazionali ed a favorire l'internazionalizzazione delle imprese italiane, sia in ambito europeo che internazionale, nonché per la tutela degli interessi economico-commerciali nazionali e l'attuazione delle normative nazionali e comunitarie e di quella scaturite dagli obblighi assunti dall'Italia in campo internazionale.

## Enti vigilati
Il dicastero vigilava sui seguenti enti:
- l'ICE - Istituto nazionale per il Commercio Estero, che è un ente pubblico che ha il compito di sviluppare i rapporti economici e commerciali italiani con l'estero, sotto la sorveglianza del Ministero dello Sviluppo Economico. L'ICE ha sede a Roma, 2 uffici in Italia e 115 uffici in 84 Paesi del mondo;
- la Simest S.p.A. - Società Italiana per le Imprese all'Estero S.p.A., è una società italiana in mano pubblica che assiste le imprese italiane che investono all'estero,
- la SACE - Servizi Assicurativi del Commercio Estero S.p.A., è un'agenzia di credito all'esportazione, ed assume in assicurazione e in riassicurazione i rischi a cui sono esposti le aziende italiane nelle loro transazioni internazionali e negli investimenti all'estero;
- la Finest S.p.A. - Finanziaria per gli imprenditori del Nord Est, è una finanziaria partecipata dalla Friulia S.p.A., società pubblica in mano alla regione Veneto, alla provincia autonoma di Trento, alla Simest S.p.A. e da alcune altre banche, era un referente del Ministero del Commercio Internazionale;
- Sviluppo Italia S.p.A., ora Invitalia, Agenzia nazionale per l'attrazione d'investimenti e lo sviluppo d'impresa, società in mano pubblica col compito di attrarre investimenti esteri in Italia e per lo sviluppo industriale del Sud Italia.

## Ministri del Commercio Internazionale
- Ministri del commercio internazionale della Repubblica Italiana: l'elenco comprende sia i titolari del dicastero del commercio con l'estero, dal 1946 col Governo De Gasperi I, sia quelli del commercio internazionale, dal 2006, fino all'accorpamento nel Ministero dello sviluppo economico nel 2008.